# 高野知香子
高野 知香子（たかの ちかこ、1974年3月27日- ）は、元北日本放送の女性アナウンサー。富山県新湊市出身。血液型AB型。富山大学卒。基は福井放送に在籍していたが、移籍後の2009年8月をもって北日本放送を退社した。

## 過去の担当番組
- かずいえなおき朝市RADIO
- とれたてワイド朝生!
- ご近所ラジオKNB!月曜日～水曜日担当
- 歌のない歌謡曲
- コンビニラジオ相本商店いらっしゃいませ〜